# Effet Dumbo
Pour les articles homonymes, voir Dumbo (homonymie).
L'effet Dumbo est une notion de psychanalyse développée et baptisée par Ernesto Spinelli dans Practising Existential Psychotherapy: The Relational World. Elle est définie comme l'accomplissement d'une chose d'abord considérée comme infaisable, mais à la suite d'une auto-persuasion sous-tendue par un artefact qui disparait par la suite, l'action persiste.
Le nom provient du film Dumbo (1941) des studios Disney, basé sur une histoire éponyme écrite par Helen Aberson et illustrée par Harold Perl, parue en livre en 1939. Dans le film, le personnage principal, un éléphant doté de grandes oreilles, apprend à voler grâce à une plume prétendument magique fournie par la souris Timothée, mais s'aperçoit (une fois la plume perdue) qu'il peut voler sans.
Pour Spinelli, cet effet est une allégorie du travail et des éléments du travail des psychothérapeutes. Toutefois il indique que la psychothérapie dans son ensemble ne doit pas être vue comme l'application d'un effet Dumbo mais que le praticien soit convaincu et use des possibilités d'une « plume magique » pour établir un schéma rigide particulier dans un schéma qui ne le serait pas.